# Melo (rapper)
Melo, pseudonimo di Niko Katavainen (5 giugno 1996), è un rapper finlandese.

## Biografia
Cresciuto a Nummela, è salito alla ribalta con la pubblicazione del secondo album in studio Elektri, che ha esordito in top ten nella Suomen virallinen lista e ha trascorso sei settimane in classifica.
Nel 2021 è seguito il terzo album in studio Glitter, distruibito attraverso il gruppo finlandese dell'Universal, che ha debuttato alla 2ª posizione in classifica, bloccato da Draaman kaari viehättää di Behm. Il disco ha prodotto il singolo E/Moncler, la cui A-side è divenuta la prima entrata del rapper nella hit parade nazionale.
I dischi Helena (2022) e Melo (2023) sono entrambi entrati nella Suomen virallinen lista: mentre il primo si è fermato al 38º posto, il secondo è stato quello più fortunato, debuttando all'11ª posizione. Nell'ottobre 2024 è stato presentato il sesto album Noidankehä, il secondo a entrare la top 5 finlandese.

## Discografia

### Album in studio
- 2018 – Freed 4eva
- 2019 – Elektri
- 2021 – Glitter
- 2022 – Helena
- 2023 – Melo
- 2024 – Noidankehä

### EP
- 2018 – Matalapaine
- 2019 – Aktive

### Singoli
- 2018 – Tappakaa/Krush
- 2018 – Kaikki (con Ibe)
- 2018 – Ching Ching
- 2019 – Sickboy (con Le Fvbelos)
- 2019 – Marimekko (con Babyface Bax)
- 2019 – Tien pääl (con Ibe)
- 2019 – Viaton
- 2021 – E/Moncler
- 2022 – X5 (con Ibe)
- 2023 – Varovasti
- 2023 – Rakkaus ei asu täällä
- 2023 – Jumala (con Paperi T)
- 2024 – Sim/Pää eel
- 2024 – Camouflage
- 2024 – Paperihaavoi
- 2024 – Jeesus (con Koira e Ibe)
- 2025 – Suomileijona
- 2025 – Kruunu (feat. Ibe)